# Gabinet Thorn
El Gabinet Thorn (nomenat també com Govern de la Unió Nacional (1916)) va formar el govern de Luxemburg del 24 de febrer de 1916 al 19 de juny de 1917, a l'apogeu de la Primera Guerra Mundial. En aquest moment, Luxemburg va ser ocupada per l'Imperi alemany, però els ocupants alemanys havien promès no interferir en la política del país, amb la condició que el Govern luxemburguès no ajudés als enemics d'Alemanya. Tanmateix, la vida política va estar dominada per la crisi que havia embolcallat a Europa.

## Antecedents
La situació es va veure agreujada per la mort de Paul Eyschen l'11 d'octubre de 1915. Eyschen, que havia estat primer ministre durant vint-i-set anys, va tenir gran popularitat, i la seva mort va sumir a Luxemburg en una crisi profunda. Eyschen va ser substituït per Mathias Mongenast, però Mongenast va durar només 25 dies abans de ser embolicat en una disputa sobre l'educació i la seva renúncia. El seu següent reemplaçament va ser Hubert Loutsch, qui va encapçalar un govern de minoria constituït exclusivament per catòlics conservadors. La Gran Duquessa Maria Adelaida esperava que el Govern guanyaria fàcilment el suport de l'electorat, però estava equivocada; el govern no va poder guanyar la majoria en les eleccions convocades en 1915, es va quedar amb 25 dels 52 escons, i va sucumbir davant d'un vot de no confiança l'11 de gener 1916, després de dos mesos en el càrrec.

## Formació del gabinet
La resposta, de la Gran duquessa va ser en direcció oposada, i, el 24 de febrer, va escollir a Victor Thorn per formar un govern nacional. Thorn era un polític amb experiència d'uns setanta anys i es creia que era el candidat més conciliador. A la presentació de les seves cartes credencials davant la Cambra de Diputats, Thorn va declarar: «Si vostè vol un govern que actuï, i sigui capaç d'actuar, és imperatiu que totes les parts recolzin aquest govern.» Ho van fer, però solament amb la condició que Thorn formés una gran coalició, oferint posicions en el gabinet a cada part. La composició del primer gabinet de Thorn va ser: 
| Nom   | Nom            | Partit | Càrrec                                                          |
| ----- | -------------- | ------ | --------------------------------------------------------------- |
|       | Victor Thorn   | LL     | Primer Ministre Ministre d'Afers Exteriors Ministre de Justícia |
|       | Michel Welter  | POS    | Ministre d'Agricultura Ministre de Comerç Ministre d'Industria  |
|       | Léon Kauffman  | PD     | Ministre de Finances                                            |
|       | Léon Moutrier  | LL     | Ministre de l'Interior Ministre d'Informació Pública            |
|       | Antoine Lefort | PD     | Ministre d'Obres Públiques                                      |
| Font: |                |        |                                                                 |

## Nova organització
Per resoldre l'escassetat d'aliments provocada per la guerra i l'ocupació alemanya, Thorn va introduir els controls de preus i racionament. [4] Tanmateix, aquest resultat només va crear un pròsper mercat negre, i va fomentar els disturbis civils. El 22 de desembre, la Cambra de Diputats va aprovar una moció exigint que Michel Welter, Ministre d'Agricultura i Comerç, fos acomiadat. Dues setmanes més tard, Thorn va obeir, desestimant Welter i reemplaçant-ho per Ernest Leclère. Per tant, el nou gabinet va ser compost per: 
| Nom   | Nom            | Partit | Càrrec                                                          |
| ----- | -------------- | ------ | --------------------------------------------------------------- |
|       | Victor Thorn   | LL     | Primer Ministre Ministre d'Afers Exteriors Ministre de Justícia |
|       | Ernest Leclère | POS    | Ministre d'Agricultura Ministre de Comerç Ministre d'Insustria  |
|       | Léon Kauffman  | PD     | Ministre de Finnces                                             |
|       | Léon Moutrier  | LL     | Ministre de l'Interior Ministre de Informació Pública           |
|       | Antoine Lefort | PD     | Ministre d'Obres Públiques                                      |
| Font: |                |        |                                                                 |

Això va fer calmar una mica el malestar de la població. Les eleccions de març a Esch-sur-Alzette van mostrar un gran suport públic per als candidats independents que s'oposaven al Govern de la Unió Nacional. Pitjor encara, una vaga dels miners a començaments de juny va acabar només després de la intervenció de l'exèrcit alemany. Amb el suport polític ensorrant-se, les amenaces de disturbis civils i una dependència humiliant a les forces d'ocupació, Thorn era sota una enorme pressió perquè dimitís, el que va fer el 19 de juny. El Govern d'Unió Nacional va ser substituït per una coalició de liberals i conservadors sota Léon Kauffman, però el seu govern tampoc va durar molt de temps.